# ما چند نفر (مجموعه تلویزیونی)
ما چند نفر یک مجموعه تلویزیونی ایرانی محصول سال ۱۳۸۵ به کارگردانی و نویسندگی فیاض موسوی و تهیه‌کنندگی محمد رضایی می‌باشد که از شبکه یک پخش شد. این مجموعه در ۳۱ قسمت ساخته شد.

## داستان
ماجرای چند جوان را روایت می‌کند که با همدیگر یک شرکت نقشه‌کشی و طراحی را اداره می‌کنند. در این بین با خیانت یکی از دوستان شرکت منحل می‌شود و مهندس اصلی شرکت با باطل شدن مدرک مهندسی‌اش چاره‌ای نمی‌بیند جزء اینکه از کشور خارج شود که…

## بازیگران
- مهدی پاکدل: سهراب
- سام درخشانی: مازیار
- شبنم قلی‌خانی: پریسان
- اسماعیل شنگله: خسرو
- افسانه ناصری: پروین
- امیررضا دلاوری: افراسیاب
- امیرمحمد زند: آریا
- برزو ارجمند: رضا
- مهدی سلوکی: روزبه
- نرسی کرکیا: تاجیک
- آزاده صمدی: رکسانا
- عبدالرضا اکبری: سرهنگ عمونی
- زهره صفوی: مادر بزرگ پریسان
- زهرا سعیدی: مادر سهراب
- هایده حائری:
- بهرام ابراهیمی: سیاوش
- مژگان غلامی: سمانه
- سعید اسفندیاریان:
- امیر سهیلی: